# Dražen-Petrović-Basketballhalle
Die Dražen-Petrović-Basketballhalle (kroatisch Košarkaški centar Dražen Petrović oder auch Dvorana Dražen Petrović) ist eine Mehrzweckhalle im Stadtviertel Trešnjevka der kroatischen Hauptstadt Zagreb. Sie ist Eigentum und Heimspielstätte des Basketballvereins KK Cibona Zagreb. Die Halle bietet den Besuchern derzeit 5400 Sitzplätze. Nur wenige hundert Meter entfernt steht das Stadion Kranjčevićeva, die Heimspielstätte des Fußballvereins NK Zagreb.

## Geschichte
Die Halle wurde zur Sommer-Universiade 1987 errichtet. Bis 1993 trug die Arena den Namen Cibona Sports Center. In Andenken an Dražen Petrović, Mitglied der Naismith Memorial Basketball Hall of Fame, einem der besten europäischen Basketballer aller Zeiten und früheren Spielers von Cibona Zagreb, bekam die Sportstätte am 4. Oktober 1993 seinen Namen. Dražen Petrović starb am 7. Juni 1993 bei einem Autounfall auf der A 9 in Denkendorf bei Ingolstadt. Neben der Halle befindet sich das Museum Muzej Dražen Petrović. Es wurde offiziell am 7. Juni 2006, dem 13. Todestag von Dražen Petrović, eröffnet.
In der Halle werden auch Konzerte ausgerichtet. 1989 organisierte Erzbischof Franjo Kuharić das erste Weihnachtskonzert; dies seitdem jährlich stattfindet. Darüber hinaus traten u. a. P!nk, Pet Shop Boys, José Carreras, James Brown, Joe Cocker, Seal, Muse, Diana Krall, Nightwish, Simple Minds, Michael Bolton, Boney M., Bryan Ferry und Pain auf.

## Galerie

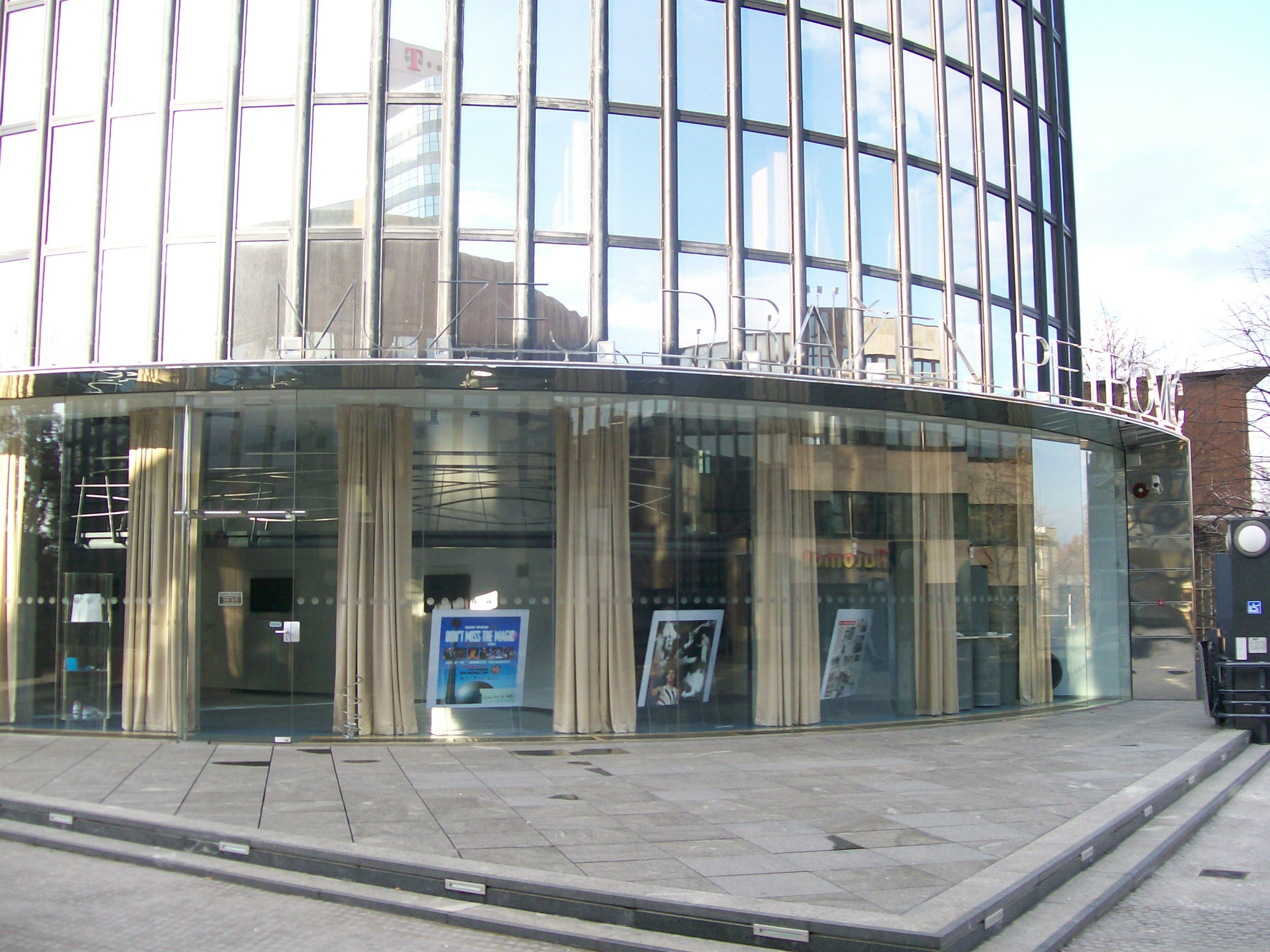
Das Museum Muzej Dražen Petrović (2007)
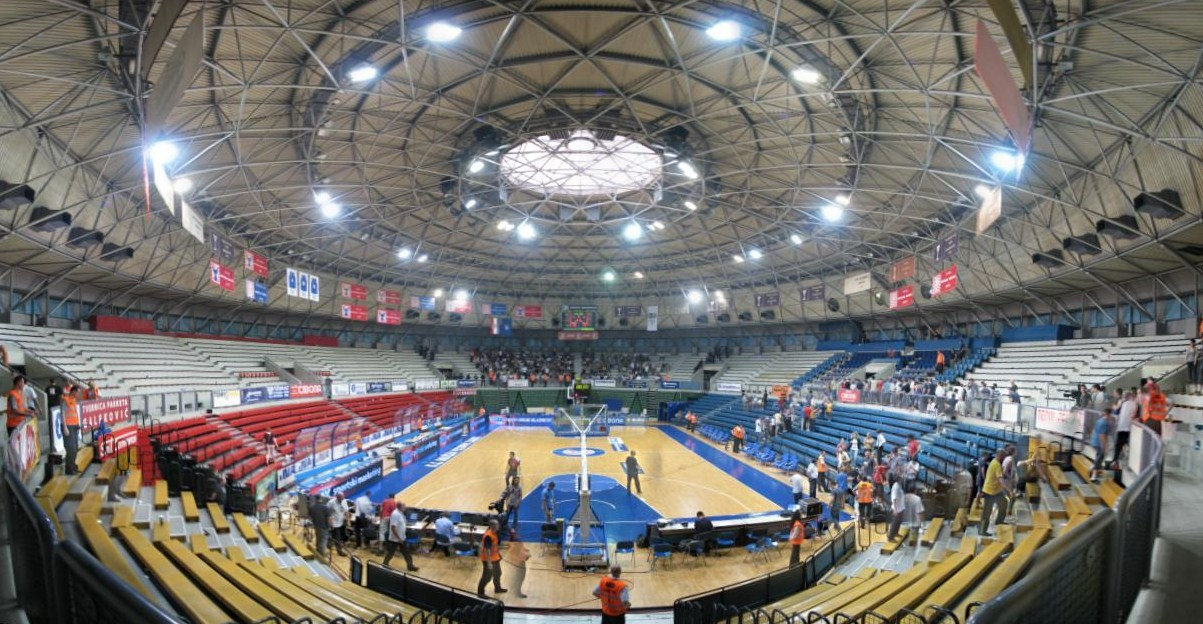
Der Innenraum (2010)